# Nicholas De Lange
Nicholas De Lange, född 7 augusti 1944 i Nottingham, England är professor i hebreiska och judendom vid Universitetet i Cambridge. Han är dessutom rabbin och författare. Han har gett ut boken "Judendom".

## Fotnoter
1. ↑  SNAC, SNAC Ark-ID: w6348pz0, läs online, läst: 9 oktober 2017.[källa från Wikidata]
2. ↑  AlKindi, General Diamond Catalog-ID: 47826.[källa från Wikidata]
3. ↑  Who's who, A & C Black, Who's Who UK-ID: U254707.[källa från Wikidata]